# Stephansfeld (Brumath)

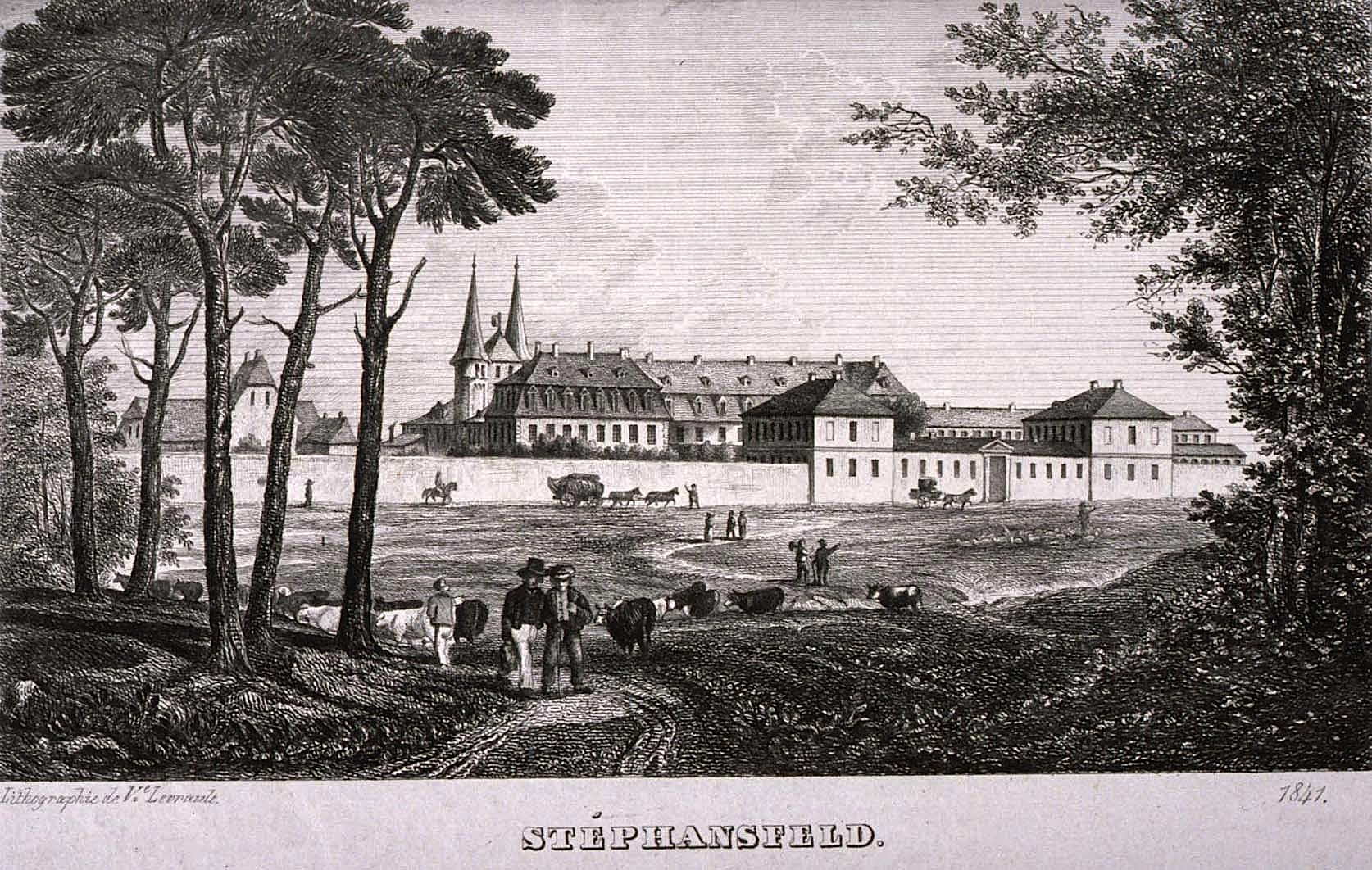
Ansicht des Klosters Stephansfeld bzw. der Psychiatrischen Klinik, 1841

Stephansfeld ist ein Ortsteil der Stadt Brumath im Département Bas-Rhin in der Region Grand Est (bis 2015 Elsass). Es liegt rund zwei Kilometer südlich des Stadtkerns von Brumath und etwa 16 km nördlich von Straßburg.

## Kloster
Seit dem frühen 13. Jahrhundert bestand in Stephansfeld ein Kloster mit Hospital der Brüder vom Orden des Heiligen Geistes, das später sogar zum Provinzialat der gesamten oberdeutschen Ordensprovinz wurde. Dazu zählten die Heilig-Geist-Spitäler in Memmingen (1213), Stephansfeld (zwischen 1213 und 1216), Bern (1233), Neumarkt (1239), Wimpfen (1250), Rouffach (1270), Markgröningen (vor 1297) und Pforzheim (1323). Es besaß auch Kirchenpatronate und Besitztümer in der benachbarten Pfalz, u. a. unterstand ihm zeitweise das Kloster Hertlingshausen mit seinem Besitz und die Pfarrkirche zu Quirnheim. Noch heute existiert in Stephansfeld die zugehörige, romanische Abteikirche. Kloster Stephansfeld, auch Steckenfeld, Steffelden, Steffelt oder Steßfeld genannt, soll zwischen 1213 und 1216 von Landgraf Sigebert VIII. von Werd gegründet worden sein. Das Vogteirecht des Klosters lag seit dem Spätmittelalter bei den Herren von Lichtenberg.
1532 starb im Kloster Stephansfeld der römisch-katholische Humanist Thomas Aucuparius. Dem Kloster war von Anfang an ein Waisenhaus angeschlossen, das noch bis 1821 bestand. Ab 1832 begann man mit dem Umbau der Anlage zu einer Psychiatrischen Klinik, die 1835 dort eröffnet wurde.

### Provinzialmeister
Als Meister von Stephansfeld und der oberdeutschen Ordensprovinz (alemannia superior) sind überliefert:
- 1220‐1236: Rudolf
- 1263: Heinrich
- 1276: Hiltwin
- 1278: Wilhelm
- 1281: Siegfried
- 1287‐1295: Walter
- 1327‐1328: Johann von Rumersheim
- 1329: Dietrich von Worms
- 1330‐1336: Johann von Straßburg
- 1347: Dietrich von Worms
- 1348‐1368: Conrad von Lauterburg
- 1383‐1390: Johann von Lauterburg
- 1394‐1403: Peter von Rufach
- 1403: Johann
- 1408‐1413: Peter dictus Förster (Peter von Rufach?)
- 1418‐1437: Wernher Nortwin von Rufach
- 1460: Johann Gleser (1461 Spitalmeister in Markgröningen)[10]
- 1462: Jost von Baden
- 1466‐1470: Johann Boff von Wetzlar
- 1478‐1482: Jacob Reck
- 1496‐1508: Rolin Kiesel
- 1509‐1513: Conrad Kleeberger
- 1514‐1523: Johann Muer
- 1524‐1544: Marx von Rufach
- 1546: Johann Brem
- 1547‐1559: Johann Fabri
- 1560‐1566: Johann Schweitzer
- 1574‐1582: Mathias Inssheimer
- 1594‐1601: Heinrich Großkopf
- 1601‐1606: Nikolaus Ritter
- 1607‐1617: Nikolaus Harsch
- 1617‐1630: Christoph Leo
- 1640: Martin Thoma
- 1664: Nicolas Ritter
- 1668: François Dangler
- 1682‐1688: Ambroise Biederman
- 1688‐1691: François Dangler
- 1692‐1702: Jean‐Etienne Grandvoynet
- 1702–1728: Georges‐Ignace Fretscher
- 1748–1774: François‐Antoine Vogel

## Psychiatrische Klinik
Stephansfeld ist heute Sitz einer Psychiatrischen Klinik, ein Teil des Etablissement Public de Santé Alsace Nord (EPSAN). Die „Irrenanstalt“ wurde als älteste derartige Klinik im Elsass 1835 gegründet. Zwischen 1871 und 1876 war Carl Pelman Leiter dieser Anstalt. Nach Pelman übernahm Karl Stark die Leitung.

## Verkehr
Stephansfeld liegt direkt an der alten Landstraße nach Straßburg (Route nationale 63 bzw. D 263).
Das Dorf liegt an der Bahnstrecke Paris–Strasbourg und hat einen eigenen Bahnhof (48° 43′ 3,4″ N, 7° 42′ 16,3″ O), gelegen zwischen Brumath und Vendenheim. Der Bahnhof wurde auf Antrag der psychiatrischen Klinik eingerichtet, um Familienbesuche der Patienten zu erleichtern. Der Abriss des Bahnhofsgebäudes wurde verhindert, weil es unter Denkmalschutz steht.